# Qājer
Qājer (persiska: قاجر) är en ort i Iran.   Den ligger i provinsen Västazarbaijan, i den nordvästra delen av landet, 500 km väster om huvudstaden Teheran. Qājer ligger 1 404 meter över havet och antalet invånare är 417.
Terrängen runt Qājer är kuperad åt sydväst, men åt nordost är den platt.Runt Qājer är det ganska glesbefolkat, med 50 invånare per kvadratkilometer. Närmaste större samhälle är Būkān, 14,1 km nordost om Qājer. Trakten runt Qājer består i huvudsak av gräsmarker.